# Hibiscus jacksonianus
Hibiscus jacksonianus är en malvaväxtart som beskrevs av Arthur Wallis Exell. Hibiscus jacksonianus ingår i Hibiskussläktet som ingår i familjen malvaväxter. Inga underarter finns listade i Catalogue of Life.